# Nakadomari
Nakadomari (中泊町?) è una cittadina giapponese della prefettura di Aomori.